# El jugador (película de 1997)
El jugador es una película de 1997 dirigida por Károly Makk. Protagonizada por Michael Gambon, en la cinta, interpretó al mismo Dostoyevski, y trata del proceso de escritura de la novela por parte del escritor ruso. La película se destacó por la aparición de Luise Rainer. La actriz ganadora del Óscar no había hecho una película en cincuenta y cuatro años antes de su aparición en esta.

## Sinopsis
Basada en la novela clásica de Fyodor Dostoyevsky (Gambon), la película narra la historia de un jugador que pierde la cabeza y no es capaz de distinguir ficción y realidad. 

## Reparto
- Michael Gambon ...  Fyodor Dostoyevsky
- Jodhi May ...  Anna Snitkina
- Polly Walker ...  Polina
- Dominic West ...  Alexei
- Luise Rainer ...  Grandmother
- Will Houston ...  Pasha
- Johan Leysen ...  De Grieux
- John Wood ...  The General
- Angeline Ball ...  Mlle. Blanche
- Marjon Brandsma ...  Mme. de Cominges
- Mark Lacey ...  Ivan
- Gijs Scholten van Aschat ...  Maikov
- Lucy Davis ...  Dunya
- András Fekete ...  Potapych
- Patrick Godfrey ...  Professor Olkhin
- Greet Groot ...  Ustinya
- Tom Jansen ...  Stellovsky
- Miklós Székely B. ...  Anna's Father
- Vera Venczel ...  Anna's Mother
- János Xantus ...  Karl
- Ed De Bruin ...  Croupier I
- Vittoria De Bruin ...  Middle Aged Woman
- Zoltán Gera ...  Creditor